# لوچیان بوت
لوچیان بوت (رومانیایی: Lucian Bute؛ زادهٔ ۲۸ فوریهٔ ۱۹۸۰) بوکسور اهل رومانی-کانادا است.